# Gotō, Nagasaki
Gotō (五島市 Gotō-shi, Ngũ Đảo) là một thành phố thuộc tỉnh Nagasaki, Nhật Bản, nằm ở phía nam của quần đảo Gotō thuộc Đông Hải,cách thành phố Nagasaki 100 km về phía tây. Thành phố bao gồm 11 đảo có người sinh sống và 52 đảo không có người. Ba hòn đảo chính của thành phố là Fukue, Hisaka, và Naru.